# Marta Kotowska
Marta Kotowska-Lenarcińska (ur. 18 kwietnia 1941 w Toruniu, zm. 11 października 2010 w Katowicach) – polska aktorka teatralna i filmowa, śpiewaczka teatralna oraz wokalistka.

## Życiorys
Absolwentka Państwowej Wyższej Szkoły Teatralnej w Krakowie: w 1963 roku ukończyła Oddział Lalkarski przy Wydziale Aktorskim uczelni, a rok później - sam Wydział Aktorski. Była członkinią zespołów: Teatru Zagłębia w Sosnowcu (1964-1966, 1972-1985), Teatru im. Adama Mickiewicza w Częstochowie (1966-1971), Operetki Śląskiej (1971-1972), Teatru Polskiego w Bielsku-Białej (1985-1988), Teatru im. Wojciecha Bogusławskiego w Kaliszu (1988-1989), Teatru Nowego w Zabrzu (1989-1992) oraz Teatru Rozrywki w Chorzowie (1993-1999). Wystąpiła również we czterech spektaklach Teatru Telewizji (1982-1989) oraz jednej audycji Teatru Polskiego Radia (1981).
Jako wokalistka wykonała m.in. utwór pt. Tyle dróg (sł. Agnieszka Osiecka, muz. Wojciech Kilar), wykorzystany w filmie Wyspa złoczyńców (1965, reż. Stanisław Jedryka). Wystąpiła również na II Krajowym Festiwalu Piosenki Polskiej w Opolu w 1964 roku, otrzymując nagrodę za wykonanie piosenki artystycznej - utworu pt. Nie twoje kroki (sł. Tadeusz Śliwiak, muz. Lucjan Kaszycki).
W 1978 roku została odznaczona Złotym Krzyżem Zasługi, była również laureatką Złotej Maski (dwukrotnie: 1987, 1992) oraz Srebrnej Maski (1976).

## Filmografia
- Próba ognia (1976)
- 6 milionów sekund (1983) - ciotka (odc. 2-8, 10, 15, 18, 19)
- Magma (1986) - Elwira O.
- Sławna jak Sarajewo (1987) - Szafrańcowa
- Święta wojna (2002) - teściowa (odc. 110)